# TLCD1
TLCD1 (англ. TLC domain containing 1) – білок, який кодується однойменним геном, розташованим у людей на 17-й хромосомі. Довжина поліпептидного ланцюга білка становить 247 амінокислот, а молекулярна маса — 28 548.
| 10         |  | 20         |  | 30         |  | 40         |  | 50         |
| ---------- |  | ---------- |  | ---------- |  | ---------- |  | ---------- |
| MPRLLHPALP |  | LLLGATLTFR |  | ALRRALCRLP |  | LPVHVRADPL |  | RTWRWHNLLV |
| SFAHSIVSGI |  | WALLCVWQTP |  | DMLVEIETAW |  | SLSGYLLVCF |  | SAGYFIHDTV |
| DIVASGQTRA |  | SWEYLVHHVM |  | AMGAFFSGIF |  | WSSFVGGGVL |  | TLLVEVSNIF |
| LTIRMMMKIS |  | NAQDHLLYRV |  | NKYVNLVMYF |  | LFRLAPQAYL |  | THFFLRYVNQ |
| RTLGTFLLGI |  | LLMLDVMIII |  | YFSRLLRSDF |  | CPEHVPKKQH |  | KDKFLTE    |

A: Аланін

C: Цистеїн

D: Аспарагінова кислота

E: Глутамінова кислота

F: Фенілаланін

G: Гліцин

H: Гістидин

I: Ізолейцин

K: Лізин

L: Лейцин

M: Метіонін

N: Аспарагін

P: Пролін

Q: Глутамін

R: Аргінін

S: Серин

T: Треонін

V: Валін

W: Триптофан

Задіяний у такому біологічному процесі, як альтернативний сплайсинг. 
Білок має сайт для зв'язування з іоном кальцію. 
Локалізований у клітинній мембрані, мембрані.